# Per Gustaf Blidberg
Per Gustaf (Pege) Blidberg, född 11 juli 1889 i Göteborg, död 7 januari 1969 i Lund, var en svensk väg- och vattenbyggnadsingenjör. Han var son till Figge Blidberg och styvfar till Ove Blidberg.

## Biografi

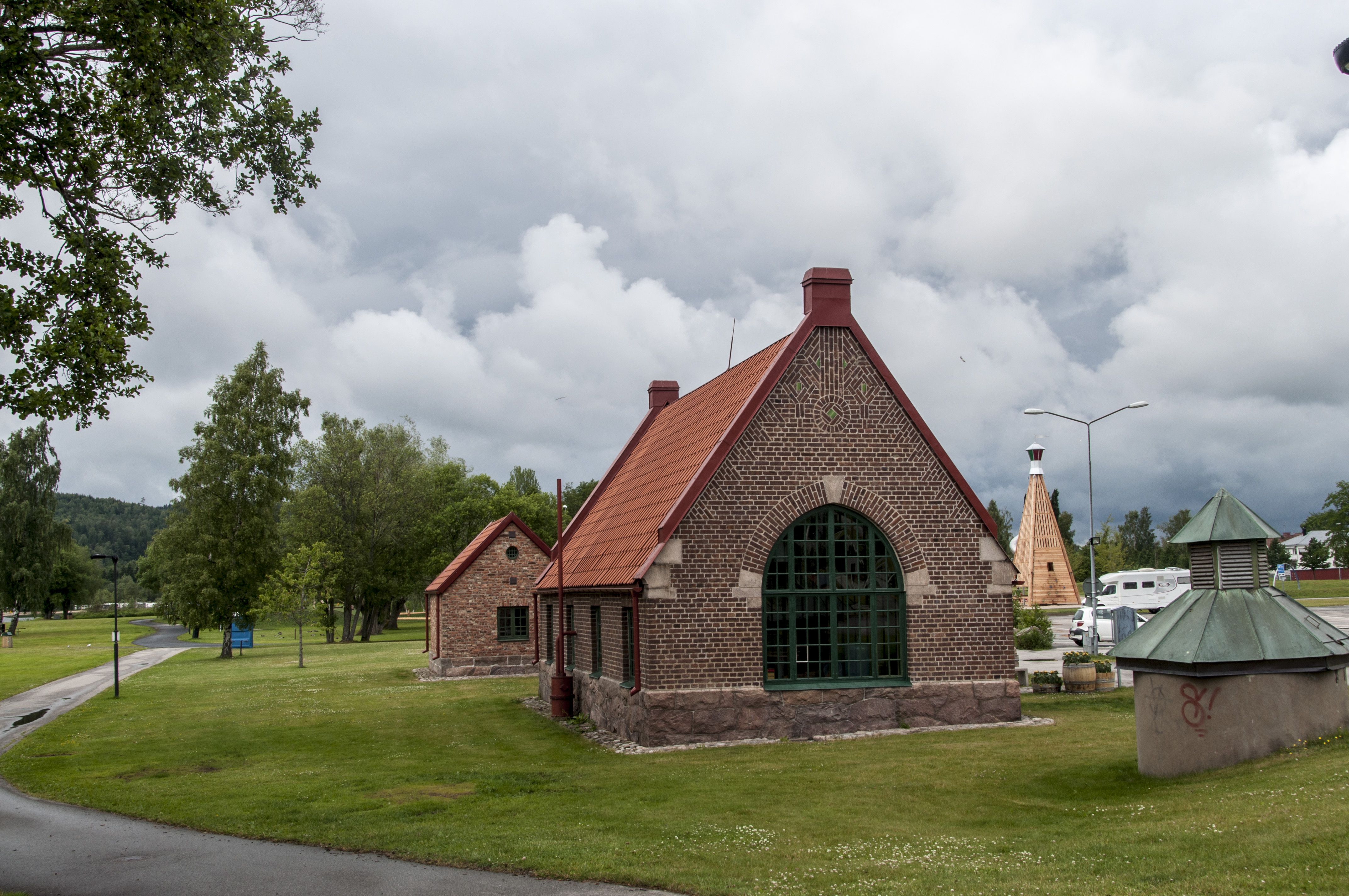
Ulricehamns vattenverk, uppfört efter Blidbergs ritningar 1914.

Efter studentexamen i Göteborg 1907 utexaminerades Blidberg från Kungliga Tekniska högskolan 1911 och avlade reservofficersexamen 1913. Han var kontrollingenjör för vatten- och avloppsanläggningar i Ulricehamn 1913–14, underingenjör vid byggnadskontoret i Örebro 1914–16, arbetschef vid gatuförvaltningen i Göteborg 1916–29, arbetschef vid vattenverket i Göteborg 1929–35 och vattenverkschef där 1935–63.
Blidberg blev underlöjtnant i Fortifikationens reserv 1913, löjtnant i Väg- och vattenbyggnadskåren 1917, kapten 1925, major 1941 och överstelöjtnant 1951. Han var inspektör för Göteborgs krematorium 1920–49, kassaförvaltare för Internationella eldbegängelseutställningen i Göteborg 1923, ordförande för Göteborgsavdelningen av Svenska Eldbegängelseföreningen 1936–59 (hedersledamot), ledamot av centralstyrelsen 1941–53, dess vice ordförande 1953–58 (hedersledamot), ledamot av redaktionskommittén för tidskriften Ignis 1929–59 och dess ordförande 1953–59. 
Blidberg var ordförande i Tekniska samfundets i Göteborg avdelning V 1931–33, Svenska kommunaltekniska föreningens valnämnd 1945–49, deputerad i Ränte- och kapitalförsäkringsanstalten i Göteborg 1935–54 samt styrelseledamot i Allmänna pensions- och änkekassan i Göteborg 1944–55. Han var kommissarie för Internationella stadsbyggnadsutställningen i Göteborg 1923.
Blidberg är gravsatt i minneslunden på Norra kyrkogården i Lund.